# Сонячна панель

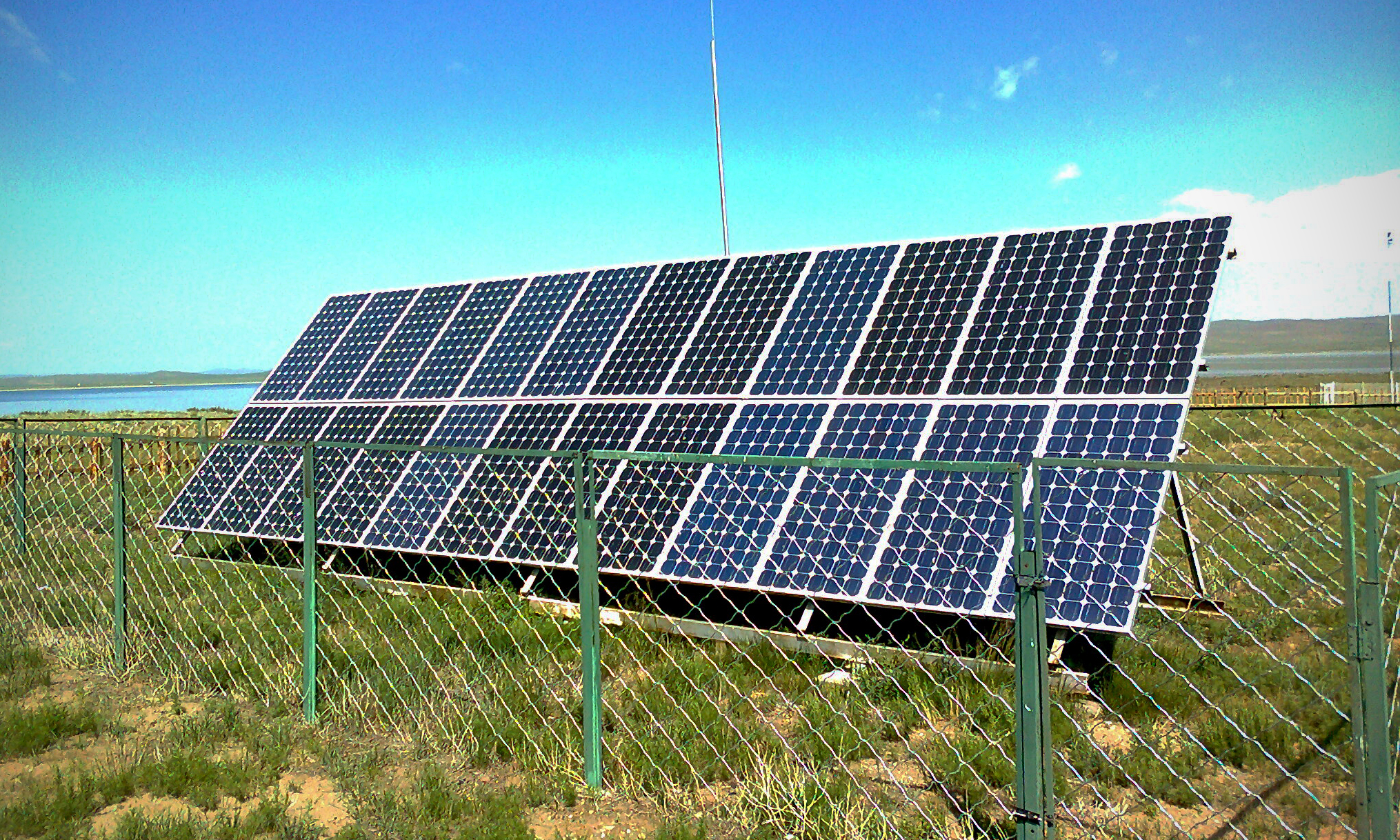
Установка з 24 сонячних батарей у сільській місцевості Монголії

Со́нячна пане́ль — збірка фотоелектричних комірок, у паралельних та послідовних комбінаціях для отримання заданої напруги та сили струму. 

## Технічні характеристики
Збірка може бути виготовлена як для умов зовнішнього використання, так і для умов внутрішнього використання. Зовнішні збірки мають скло, алюмінієву рамку, пластик, рідше — епоксидну смолу. Використання скла знижує ефективність через поглинання частини ультрафіолетових променів, але є компромісним вирішенням проблеми деградації пластикового покриття від погодних умов. Портативні збірки можуть бути виготовлені з пластику, інколи з використанням лише епоксидної смоли, часто можуть бути частково гнучкими або повністю еластичними, або ж взагалі — органічними.
Вихідна потужність модулів для зовнішнього використання за стандартних умов використання знаходиться в межах від 10 до 650 Вт, а для портативного використання — від кількох сотих (калькулятори, садові ліхтарики) до сотень ват (легкі портативні панелі для мобільних пристроїв, акумуляторів, зарядних станцій).
Сонячна панель (або їх група), інвертор або мікроінвертор, а також деколи акумулятор і сонячний трекер зазвичай є складовими сонячної станції.
Починаючи з винайдення сонячних панелей вартість акумуляторів та інверторів стрімко знижується, що сприяє широкому застосуванню таких комплексів у промисловості та індивідуальними споживачами. За досягнення мережевого паритету вартість цієї електроенергії стане нижчою від енергії з традиційних невідновлювальних джерел, проте сонячна енергія ставить нові виклики зелено-вугільного парадоксу та проблеми балансування енергосистеми.

## Переваги та вади
Переваги сонячної батареї
- невелика маса і габарити;

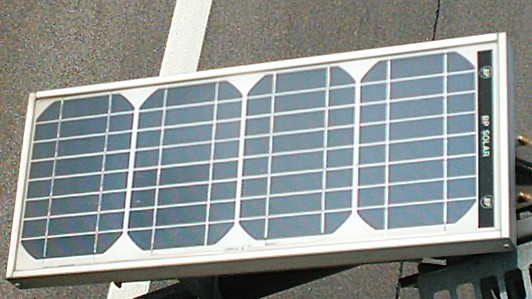
Сонячні панелі або фотоелектричні модулі складаються з окремих фотоелектричних елементів. Ця кристалічна кремній-панель має алюмінієві рами і скло на передній стороні.

- невисока вартість (у порівнянні з паливними елементами);
- простота конструкції;
- тривалий термін експлуатації.

Вади
- неможливість видавати вночі таку ж вихідну потужність, як вдень, що вимагає використання акумулятора або іоністора, який заряджався б вдень для підтримки роботи навантаження в темряві;
- різка залежність вихідної потужності від кута падіння променів на світлочутливу поверхню, що змушує використовувати автоматичні системи орієнтування в просторі;
- неможливість отримати потужність з квадратного метра сонячної батареї понад 0,1 кВт, використовуючи дешеві матеріали;
- швидка деградація фотоелементів в умовах підвищеного радіаційного фону і проникаючої радіації.

ККД сонячних батарей, складених з кремнієвих фотодіодів і випускаються для широкого вжитку, зазвичай сягає до 20 %.
У спеціалізованих сонячних батарей, фотодіоди яких виконані з арсеніду галію, ККД досягає 22,6 %. Сонячні батареї з фотодіодів на основі сульфату кадмію, що випускаються у вигляді тонких гнучких плівок, призначені для електроживлення апаратури космічних станцій і супутників.
При збільшенні температури навколишнього середовища вихідна напруга сонячної батареї падає за лінійним законом.

## Вартість
Ціни на сонячні панелі (із розрахунку $/Вт), так і на саму енергію, яка генерується сонячними панелями, стрімко зменшуються, як за рахунок покращення ККД сонячних панелей, так і за рахунок автоматизації та збільшення виробництва. Темпи здешевшання значно випередили прогнози, які надавались у 2010 роках. На початок 2021 року, вартість сонячної електроенергії вже впевнено конкурує навіть з електроенергією вироблену атомними станціями.
Вартість монокристалічних сонячних панелей впала майже до рівня полікристалічних, і сегмент полікристалічних сонячних панелей майже повністю закривається, активно розвивається сегмент двосторонніх сонячних панелей, ціни на які так само постійно знижуються.
Нажаль, в Україні спостерігається певне здорожчання сонячних панелей, всупереч світовим тенденціям. Це викликано як скасуванням пільги на ПДВ у 2020 р., так і певними логістичними проблемами у 2021 р.

## Виробники
Китайські компанії займають лідируючі позиції у виробництві сонячних панелей.
Топ п'ять найбільших виробників станом на кінець 2020 року.
1. LONGi;
2. Jinko;
3. Trina Solar;
4. JA Solar;
5. Canadian Solar.

Останнім часом, рейтинги за потужністю виробництва та входження до переліку Tier1 почали втрачати свою актуальність, тому були розроблені альтернативні рейтинги, які більш комплексно враховують виробника сонячних панелей, як за фінансовими, так і за якісними характеристиками.

## Застосування
У Данії за рахунок сонячної енергії, яка використовується переважно для вироблення тепла в приватному секторі, покривається від 1/3 до 3/4 потреби в кожному житловому будинку, а ціна на електроенергію регулюється Міністерством енергетики. У Німеччині до 70 % витрат на «соляризацію» будинків компенсує держава. Крім того, державою купується електрика у власників «сонячних дахів» за цінами, що значно перевищують ринкові: коли вдень будинок виробляє багато енергії, а споживає мало, її надлишки йдуть в міську мережу і господар отримує 80 центів за кожен зданий кВт·год, вночі ж він сам купує електрику в тій же самій мережі, але вже по 20 центів за кВт·год. У країні обладнують сонячними елементами по 0,5 млн квадратних метрів дахів на рік.
Починаючи з 2015 р., після прийняття закону про «Зелений тариф», почався бурхливий розвиток як приватних, так і промислових СЕС. Станом на початок 2021 р. майже 30 000 родин встановили приватні СЕС в Україні.

## Цікаві факти
- панелі сонячних батарей було встановлено на третьому радянському супутнику, виведеному на орбіту 15 травня 1958 року[13];
- у межах перегонів Microtransat Challenge влітку 2018 року було встановлено рекорд: вітрильник на сонячних батареях перетнув Атлантичний океан. За 2,5 місяця безпілотний човен довжиною 2,4 м проплив Північною Атлантикою й успішно дійшов до місця призначення. Старт відбувався у Ньюфаундленді. Завданням суден було дістатися берегів Ірландії. Від початку змагань у 2010 році відбулось уже 20 стартів і тільки норвезький зразок, човен SB Met, зміг обійти усі перешкоди відкритих вод. Це досягнення доводить можливість існування безпілотних кораблів на рівні з безпілотними авто[14].
- на сайті Європейської Комісії є онлайн-калькулятор для обрахунку ефективності використання сонячних панелей відповідно до географічного положення[15][16].